# ذاكرة المهندسين المعماريين الحداثيين المغاربة
ذاكرة المهندسين المعماريين الحداثيين المغاربة (بالفرنسية: Mémoire des architectes modernes marocains)‏، أو اختصاراً MAMMA، هي جمعية تراث معماري مقرها في الدار البيضاء في المغرب، وهي مكرسة للحفاظ على التراث المعماري الحداثي وما بعد الاستقلال.
تسلط الجمعية الضوء على الاتساع الهائل لنطاق الفن المغربي والعمارة والتخطيط الحضري خلال النصف الثاني من القرن العشرين. إذ تعزز هذه الجمعية الوعي بأهمية حماية هذا التراث من خلال توفير الدراسات والمقالات والكتب والوسائط الأخرى حول هذا التراث، عبر الإنترنت ومن خلال الأنشطة المختلفة لجمهور واسع، ولذا، تسعى الجمعية جاهدة للوصول إلى الأماكن العامة، لا سيما من خلال تنظيم المعارض والندوات والمنتديات وورش العمل والمؤتمرات حول العمارة والتخطيط الحضري.

## الأنشطة

### خريطة الدار البيضاء الحديثة
أنجزت الجمعية في عام 2019، مشروع خريطة الدار البيضاء الحديثة بالتعاون مع جمعية المرصد، وهي جمعية تهتم بالفن والبحث وتعمل على تطوير مشاريع تشاركية ملتزمة اجتماعياً (المتحف الجماعي). وتكون المشروع من إقامة خريطة ودليل إرشادي للهندسة المعمارية الحديثة وما بعد الاستقلال في الدار البيضاء، إلى جانب استضافة جولات إرشادية وإقامة معرض مؤقت في قبة حديقة جامعة الدول العربية.

### إيلي أزاجوري
رعت الجمعية في 20 ديسمبر 2019، فعالية مكرسة للإرث المعماري لإيلي أزاجوري، أول مهندس معماري مغربي حداثي. تضمنت هذه الفعالية جولات إرشادية لمدرسة إبراهيم الروداني ومحاضرة استضافتها المكتبة السعودية بالمغرب.

## روابط خارجية
- الجمعية على يوتيوب